# Macchi MC.202 Folgore
Macchi MC.202 Folgore (blesk) byl italský stíhací letoun používaný během druhé světové války.

## Vývoj a užití

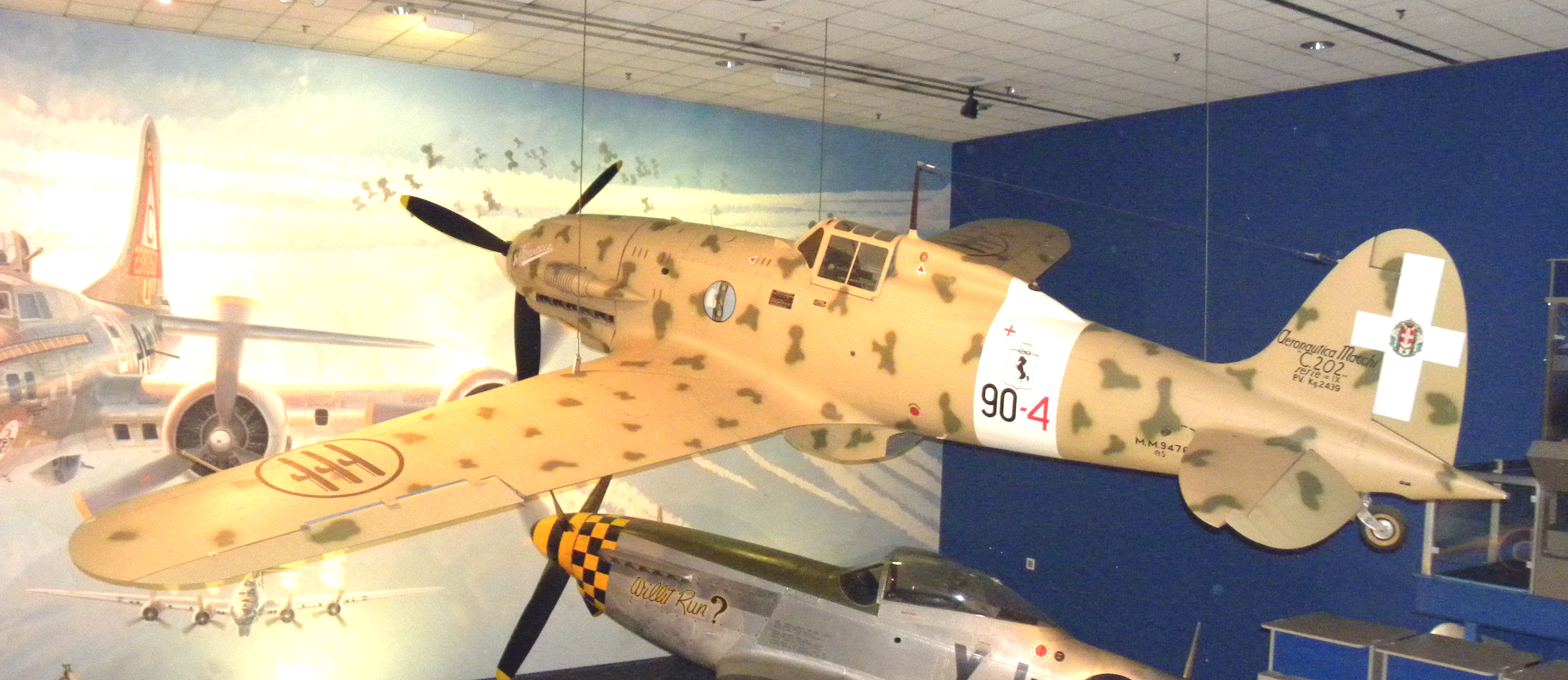
Macchi MC.202

Letoun MC.202 navazoval na svého předchůdce MC.200, jehož kvalitní drak prošel adaptací na novou pohonnou jednotku. Letoun MC.202 Folgore byl poháněn buď motorem DB 601 A-1, nebo licencí DB 601A továrny Alfa Romeo - RA.1000 RC-41 Monsonie. MV.202 byl vybaven zatahovacím podvozkem a zatahovacím zadním ostruhovým kolečkem. Zalétán byl v srpnu 1940 a v listopadu příštího roku již tento typ, zvaný Folgore, operoval v severní Africe a ve Středomoří. Tento typ, byl-li odhodlaně pilotován, představoval nebezpečného protivníka všech spojeneckých letadel. Zřetelný nárůst výkonu vedl k výrobě 11 sérií, v celkovém počtu 1100 letadel Folgore s importovanými nebo licenčně postavenými motory.

## Specifikace

Třípohledový nákres MC.202 Folgore

### Technické údaje
- Osádka: 1
- Rozpětí: 10,6 m
- Délka: 8,85 m
- Výška: 3,02 m
- Nosná plocha: 16,80 m²
- Hmotnost prázdného stroje: 2 350 kg
- Vzletová hmotnost: 2 937 kg
- Pohonná jednotka: 1 × dvanáctiválcový vidlicový motor Alfa Romeo AR.1000 RC-41-1
- Výkon pohonné jednotky: 865 kW

### Výkony
- Max. rychlost: 600 km/h
- Dostup: 10500 m
- Dolet: 765 km

### Výzbroj
- 2 × kulomet Breda-Safat ráže 12,7 mm
- 2 × kulomet Breda Safat ráže 7,7 mm